# Gran espada de batalla
Una gran espada –del alemán “Zweihänder Schlachtschwerter”– es toda aquella espada de uso a dos manos, cuyas dimensiones físicas y masivas superan de forma notable la de los montantes ordinarios, siendo todas ellas artefactos de singularidad trascendental. Y que, además, su fisonomía atiende a recursos esgrimísticos orientados a los golpes de corte, por encima de las acciones de estocada propias de las espadas comunes.
También se la puede conocer con el nombre de “montante de Lansquenette”.

## Descripción

### Orígenes de sus versiones
Normalmente cuando hablamos de esta espada nos referimos a ciertos ejemplos de mandobles renacentistas de gran desarrollo físico, que tuvieron su auge durante los siglos XIV y XV, y que fueron popularizados por tropas originarias de Centroeuropa (concretamente en Alemania y Suiza).[cita requerida]
Por otra parte, en poblaciones de la Europa septentrional de los siglos XII y XIII (como el norte de las islas británicas y Escandinavia), también se fabricaron enormes espadas de uso a dos manos con tendencia a los golpes de filo, que por su tamaño deben considerarse como grandes espadas de batalla.[cita requerida]

### Datos técnicos y morfológicos
Esta espada es un arma de combate cuerpo a cuerpo voluminosa y esbelta, fabricada en acero templado. La longitud total de los artefactos que llegaron a confeccionarse oscilaba entre 1,5 y 2 m, por lo que debemos considerarla como una herramienta bélica de notable envergadura. Su peso nunca era menor de 2,5 kg, pudiendo llegar a los 4,5 o 5 kg.[cita requerida]
Gastaban fuertes hojas de escasa anchura y elevado grosor, muchas veces vaceadas con el fin de aligerar la estructura, con las dos mesas afiladas y la punta aguzada en sección de diamante. El primer cuarto de la lámina solía ocuparlo un cubrecazo (base no cortante de la hoja) donde se posicionaría una de las manos del usuario; esta parte se hallaba cubierta con salientes férreos en forma de diente. [cita requerida]
Compartían con los demás montantes coetáneos varias características, como los amplios arriaces, útiles en las acciones defensivas, y largos mangos (alrededor de un cuarto de la longitud total del arma).
Se hace necesario indicar que estos objetos de combate eran armas que se forjaban de forma que, ni su largura aventajada, ni su pesadez, supusiesen un inconveniente insuperable a la hora de ser blandidos. Lo que quiere decir que eran herramientas equilibradas, donde el volumen de cada una de sus partes se compensaba a conciencia.

### Funciones esgrimísticas
No son armas para jinetes, pues es casi imposible usarlas sobre una montura, dadas sus dimensiones. La mayor parte de sus dueños, ya que no podrían contar con que una de sus manos sostuviese un escudo, vestían pesadas armaduras que les parapetaban mejor de los ataques enemigos. Las grandes espadas de batalla eran armas eficaces contra tropas de infantería apelotonadas, porque con tajos transversales su larga superficie de impacto permitía alcanzar así varios objetivos, misma razón por la que eran útiles para separar líneas de piqueros. Por su peso y solidez eran apropiadas contra oponentes vestidos con arnés de cuero y malla. Gracias a su longitud, tenían cierta eficacia si se usaban para desmontar caballería.
A pesar de que aparenten ser armas cuyo uso implicaba lentitud y tosquedad, es muy probable que los guerreros que las hacían, las blandiesen con la misma agilidad y presteza que aquellos que portaban espadas de mano y media o montantes ordinarios.[cita requerida]
Sus largas líneas de corte la convertían en una espada con una función primaria de tajo. No obstante, como los mandobles más ligeros, poseían un extremo punzante con el que acometer en estocadas, como si de una lanza se tratase. Característica que daba la posibilidad de alcanzar entre las piezas de metal a los que se protegían con arneses blancos (armadura de campaña).

### Detalles característicos
Las hojas se montaban sobre abiertos arriaces en herradura, gruesos, muchas veces ornamentados con florituras. Algunos ejemplares contaban con hojas aserradas o flamígeras, y con gavilanes más finos y grotescos. Debemos tener muy en cuenta que los montantes de Lasquenete eran armas muy particulares, con un marcado carácter intimatorio. Utilizados en todos los casos por personajes llamativos, fornidos, que pretendían, además de contar con una herramienta bélica poderosa, hacer gala de estos elementos para impresionar al adversario.[cita requerida]

## Mitos y exageraciones
El cine y el cómic, en algunos casos, han tendido a engrandecer de forma exagerada la magnitud de estas espadas, mostrándolas a veces como mandobles de más de 2 m, con una hoja de un palmo de ancha[cita requerida], medidas inalcanzables, pues con ellas ningún ser humano habría tenido la fuerza suficiente como para siquiera sostenerlas.
Cuando se dotaba a una espada de una hoja flamígera o aserrada, no se hacía para aumentar su poder de golpe. En realidad, este era un recurso de realce, que ayudaba a conseguir el aspecto aguerrido del arma.[cita requerida]

## En el cine
La espada del héroe escocés William Wallace era una gran espada de batalla, y no una claymore, como se indica erróneamente por algunas fuentes[cita requerida], ya que lo único que comparte con este tipo de espadas es que se la usa con las dos manos. Data del siglo XIII, posee una longitud de 167 cm y un peso de 2.7kg.

## Otras espadas de uso a dos manos
Con el fin de diferenciar a las grandes espadas de batalla del resto de espadas de doble filo que requerían de las dos manos para usarse, vamos a comentarlas brevemente:
- Espada bastarda –o espada de mano y media–: tuvo su auge entre los siglos XIII y XV. Su origen toma las características propias de las espadas de armas de marca (espadas medievales de uso a una mano), adoptando un mango algo más largo y estructura espigada.[cita requerida]
Se dividen en dos ramas: la espada larga o estoque de mano y media orientada a los ataques punzantes; y la espada bastarda orientada a los golpes de tajo. Su longitud oscilaba entre 105 y 120 cm y su peso variaba desde 1,4 hasta 2 kg, superando pocas veces los 1,8 kg.

- Claymore, –o gran espada escocesa–: originaria de la espada nórdica de uso a una mano, cuyo desarrollo se extendió entre los siglos XIII y XVII.[cita requerida] Contaba con enormes arriaces en V, característicos de estos modelos. Tenían una largura de 115 a 145 cm y su peso oscilaba entre 1,5 y 3 kg.

- Mandoble o Montante: espada a dos manos, común desde el siglo XIV hasta el XVII. Típicos del Renacimiento o bajo medievo.[cita requerida] Son más livianos que los montantes de Lansquenete, pues su peso no superaba nunca los 2,5 kg. Su longitud sí podría equipararse a la de una gran espada de batalla, rondaría el metro y medio sin dificultad.[cita requerida] Su uso estaba orientado a los golpes de estocada.